# Виремби (Підкарпатське воєводство)
Виремби (пол. Wyręby) — село в Польщі, у гміні Динів Ряшівського повіту Підкарпатського воєводства.
Населення — 198 осіб (2011).
У 1975-1998 роках село належало до Перемишльського воєводства.

## Демографія
Демографічна структура станом на 31 березня 2011 року:
|          | Загалом | Допрацездатний вік | Працездатний вік | Постпрацездатний вік |
| -------- | ------- | ------------------ | ---------------- | -------------------- |
| Чоловіки | 98      | 29                 | 59               | 10                   |
| Жінки    | 100     | 13                 | 59               | 28                   |
| Разом    | 198     | 42                 | 118              | 38                   |